# Presunto do Alentejo - DO e Paleta do Alentejo - DO
Presunto do Alentejo – DO e Paleta do Alentejo – DO (Denominação de Origem Protegida) são os produtos tradicionais da culinária de Portugal curados respetivamente com a perna traseira e dianteira de porcos da raça alentejana (porco preto ibérico, Sus scrofa mediterraneus), inscritos no Livro Genealógico Português de Suínos e criados em sistemas de produção extensivos ou semi extensivos, em montados com um mínimo de 40 azinheiras ou sobreiros por hectare e a densidade de porcos seja no máximo de um animal por ha. Para além disso, os produtos devem ser preparados de acordo com normas tecnológicas reconhecidas. 
A diferença entre estes produtos e o presunto de Barrancos é que este deve, para ser considerado de origem protegida, ser processado no concelho de Barrancos, enquanto que o presunto e a paleta alentejanos podem ser processados por quaisquer produtores inscritos com exploração em toda a região de montados do Alentejo e do Algarve.